# جوزيه فيغا
جوزيه فيغا (بالإنجليزية: Jose Vega) هو فنان قتال مختلط أمريكي، ولد في 9 سبتمبر 1985 في ميامي في الولايات المتحدة.

## وصلات خارجية
- جوزيه فيغا على موقع بيلاتور (الإنجليزية)
- جوزيه فيغا على موقع شيردوغ (الإنجليزية)